# Gare impériale de Tsarskoïe Selo
La gare impériale de Tsarskoïe Selo, dite gare impériale ou le pavillon impérial (en russe : Императорский павильон) est une ancienne gare ferroviaire de Tsarskoïe Selo (aujourd'hui Pouchkine) à côté de Saint-Pétersbourg qui desservait les palais impériaux par la ligne de chemin de fer de Tsarskoïe Selo.

## Situation ferroviaire
La gare impériale était située sur la ligne de chemin de fer de Tsarskoïe Selo.

## Historique
C'est en 1895, au début du règne de Nicolas II qu'est construit un pavillon impérial pour accueillir la famille impériale lorsqu'elle voyageait par train de Saint-Pétersbourg jusqu'à la gare d'Alexandrovskaïa qui desservait Tsarkoïe Selo. Cette ligne de chemin de fer servait uniquement aux déplacements de l'empereur, de ses proches, ou des représentants des puissances étrangères invités. Elle démarre à la gare de Vitebsk, où l'on construit un pavillon spécial pour l'empereur et ses proches en 1902. Elle est parallèle à la ligne commune, puis se dirige vers la droite à hauteur du village de Kouzmino. En 1903, la ligne est prolongée jusqu'au pavillon impérial.
Le pavillon brûle en janvier 1911 et un nouveau projet de construction est présenté par Vladimir Pokrovski, l'un des architectes favoris de Nicolas II, qui venait de terminer la construction de la cathédrale Féodorovsky, servant de paroisse familiale à l'empereur et à sa famille.

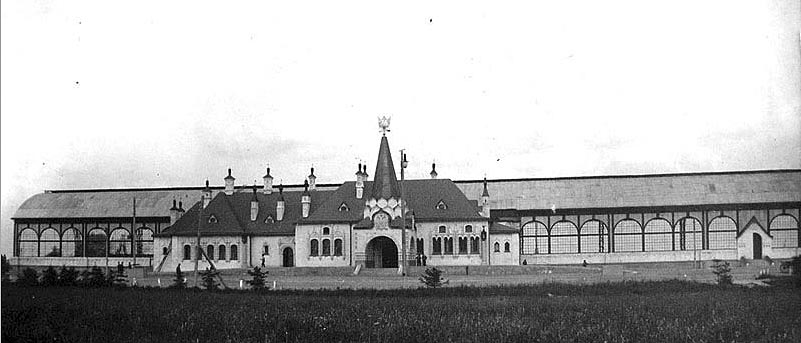
La gare d style néorusse en 1912.

La gare est construite en 1912 dans le parc de la Ferme et mène à la cathédrale Féodorovsky par une longue allée de tilleuls, et par une chaussée pavée au palais Alexandre, situé à un kilomètre de la gare. Un autre route mène à Alexandrovskaïa.
Le style du pavillon est néorusse, comme le village Féodorovsky et ses bâtiments (la cathédrale, la caserne de la garde personnelle de l'empereur, le palais d'armes, etc.) qui se trouvent à proximité. Les quais mesurent deux cents mètres de long et sont couverts sur cent mètres. L'entrée d'honneur est précédée d'un petit pavillon à toiture en pointe soutenu par quatre piliers et surmonté de l'aigle bicéphale et décoré de kokochniks. Tout l'intérieur du pavillon est orné de fresques imitant les fresques moscovites du XVIe siècle.
La gare est renommée « gare Moïsseï Ouritski » en 1918 et ferme quelques années après la Seconde Guerre mondiale. Le pavillon lui-même souffre de dommages pendant l'occupation allemande. Le toit pointu à la russe de l'entrée d'honneur s'est quasiment écroulé. Le pavillon est dans un état pitoyable et presque en ruines, jusqu'à ce qu'un projet pour le tricentenaire de la ville de Tsarkoïe Selo (2010) prévoit sa restauration et la mise en fonction d'une petite ligne pour touristes.

## Patrimoine ferroviaire
L'ancien bâtiment de 1912, en ruine.

Restes du bâtiment en 2011
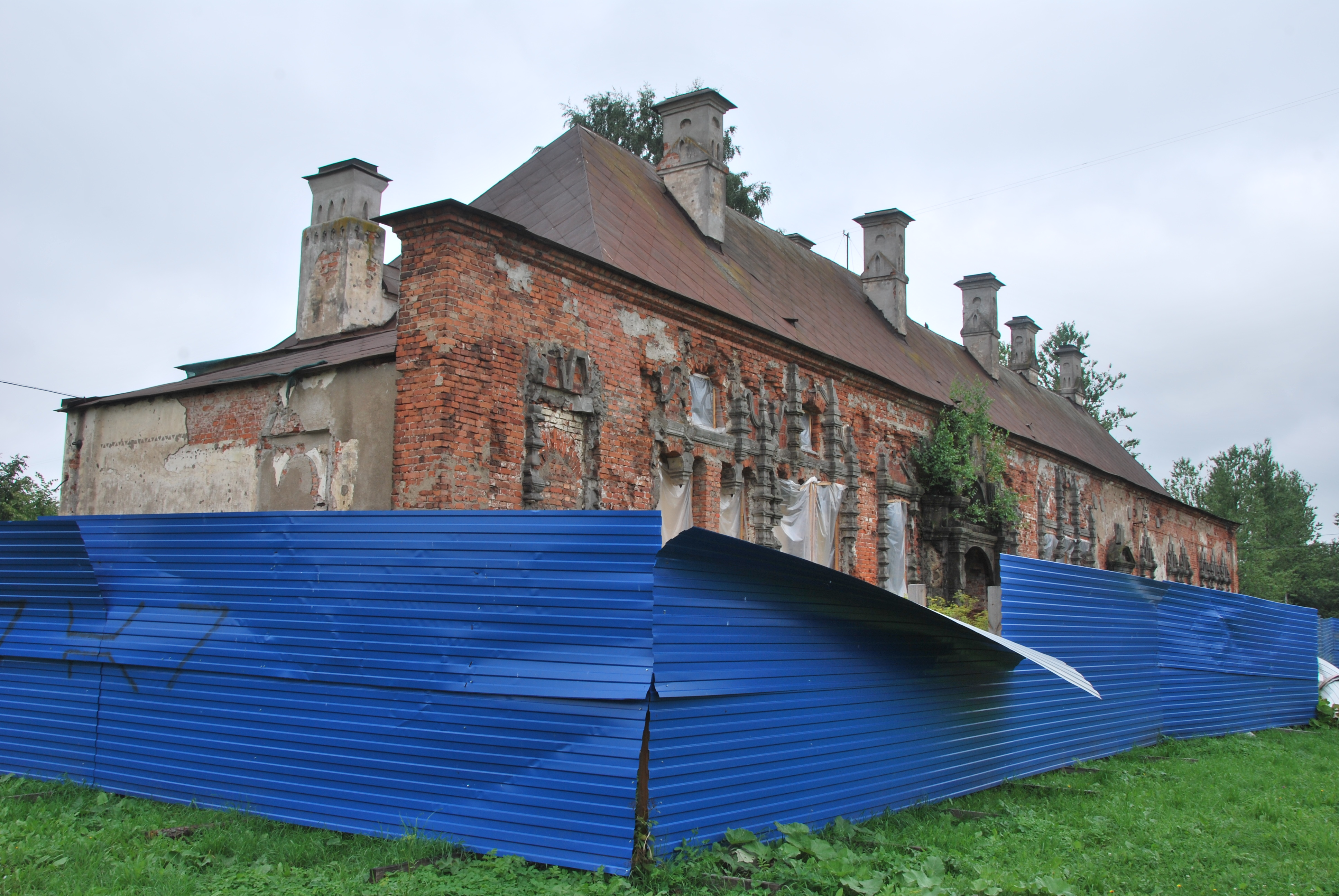
Vue d'ensemble.
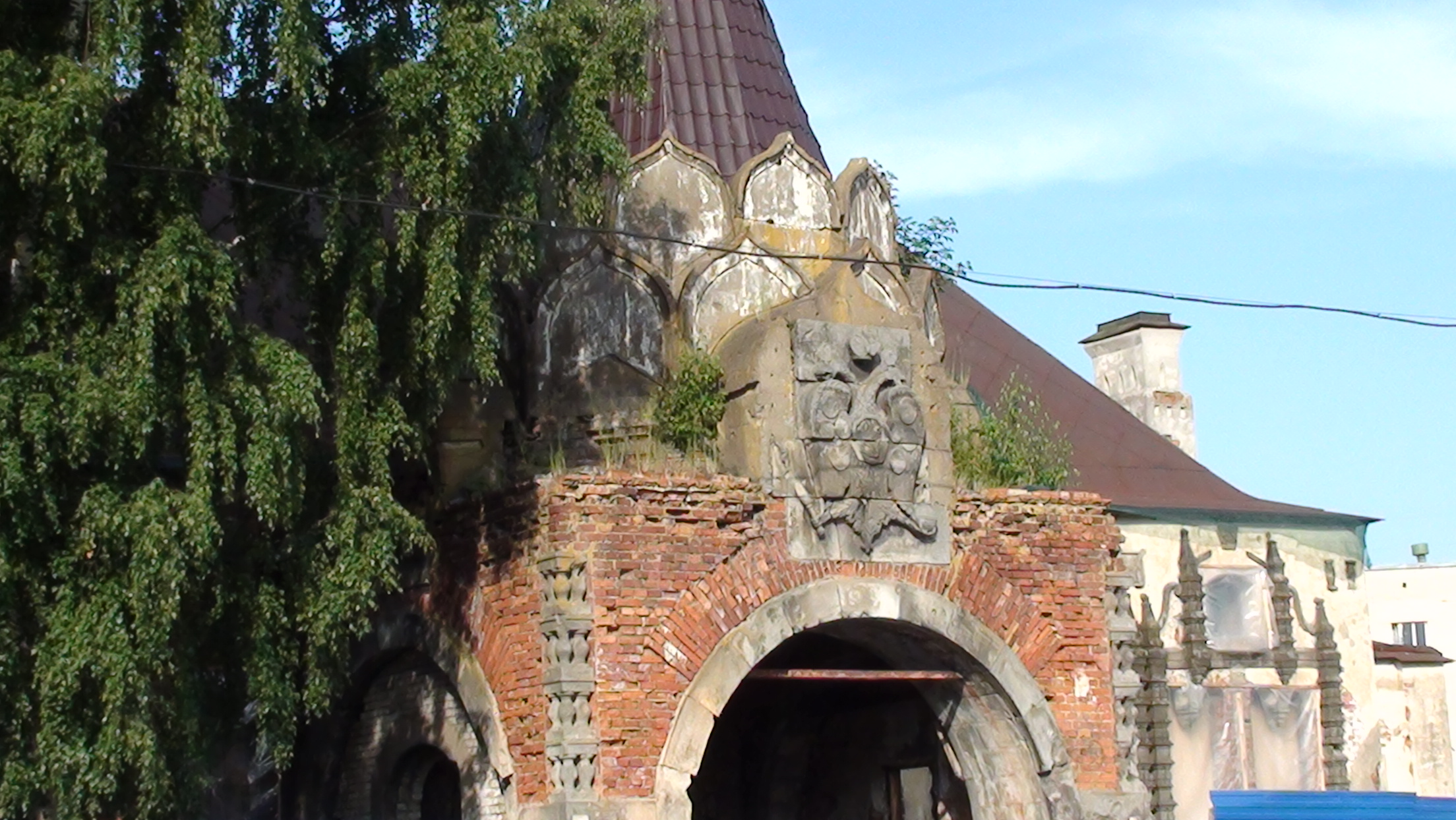
Détail.
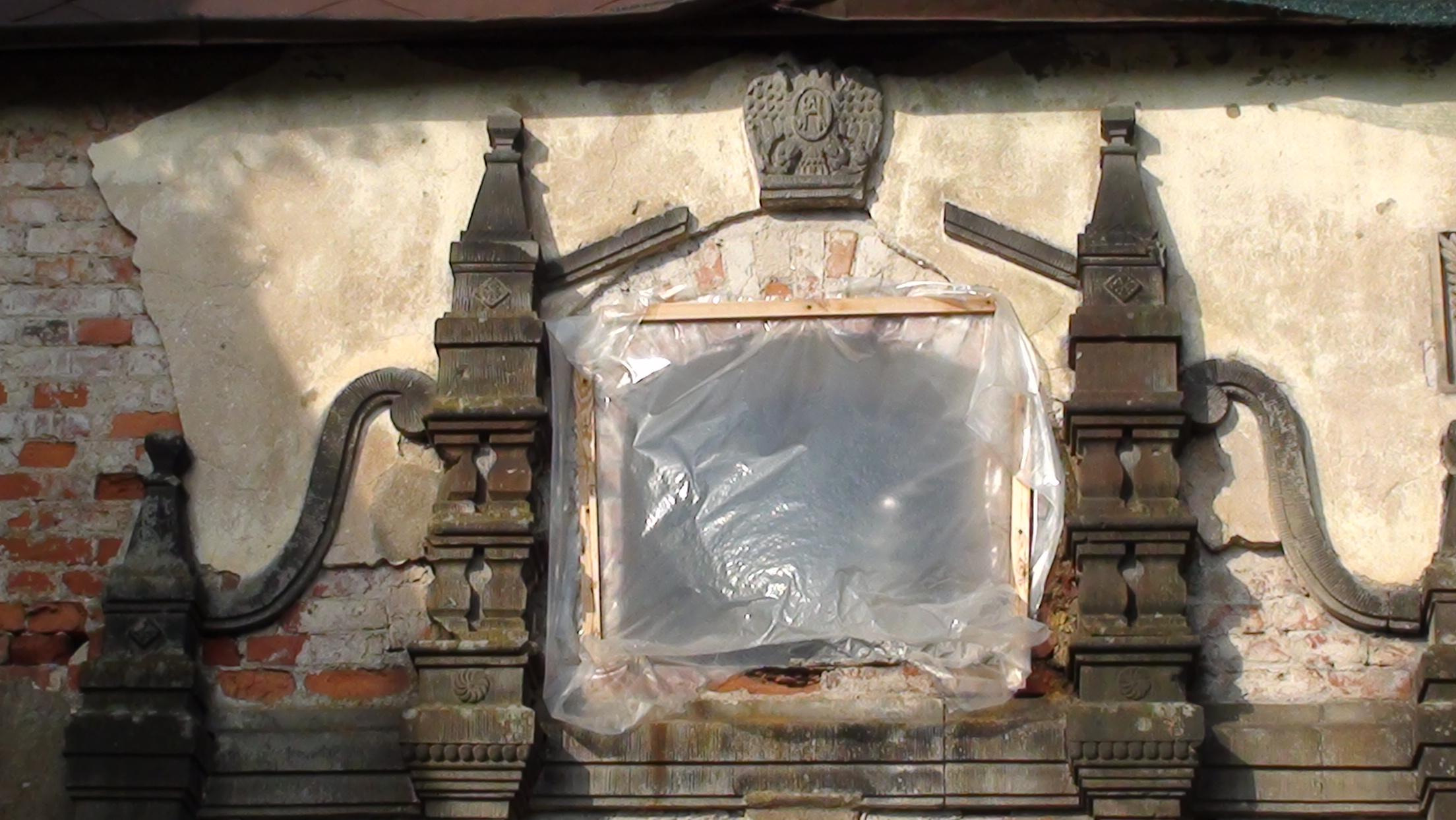
Détail.
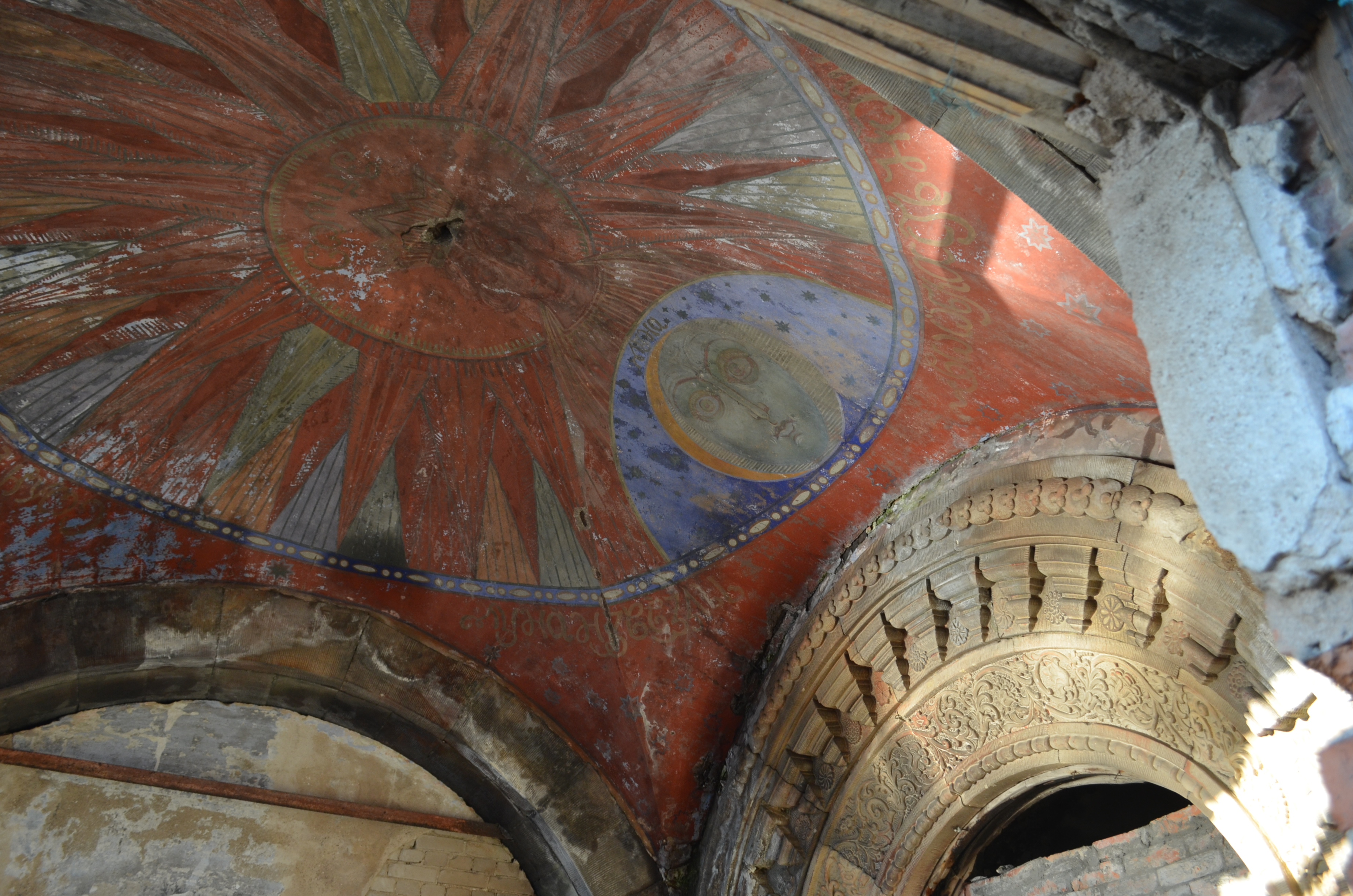
Décor intérieur.